# Linapacan
Linapacan
es un municipio (tagalo: bayan; cebuano: lungsod; ilongo: banwa; ilocano: ili; a veces munisipyo en tagalo, cebuano e ilongo y munisipio en ilocano)  de primera categoría perteneciente a la provincia  de Palawan en Mimaropa, Región IV-B de Filipinas. 
De acuerdo con el censo del año 2000, tiene una población de 9,198 habitantes en 1,721 hogares.

## Geografía
El municipio de Linapacán, 230 km al norte de Puerto Princesa, se extiende por la totalidad de la  isla de Linapacán y otras adyacentes, situadas entre las de Culión, al norte, que forma parte del grupo de las islas Calamianes y la de Paragua, al sur.
Linda al norte con el Canal de Dicabaito que le separa del municipio vecino de Culión; al sur con la mencionada isla de Paragfua; al este con el Mar de Joló; y al oeste con el  mar de la China Meridional, frente a las islas que forman el municipio de Agutaya.

### Isla de Linapacán
El territorio de la isla de Linapacán se reparte entre cuatro barrios: San Miguel (Población), al este; San Nicolás al sur; Maroyogroyog al norte; y  Nueva Culaylayán (New Culaylayan) al suroeste, frente a la isla de Calibanbangán.(Calibangbangan).
Forman parte del barrio de San Miguel las islas de Patayo, Maapdit e Ile, situadas al este; así como la de Pangititán en la bahía Norte.
Forman parte del barrio de San Nicolás las islas adyacentes de Osón y de Tondaje, ambas situadas al oeste en la bahía Sur.
Forman parte de este barrio las islas adyacentes de Cagdanao, de Lacalaca, de Manlihán (Sam) y de Gintu situadas frente a las islas que forman el barrio de Calibanbangán.
Forman parte de este barrio las islas adyacentes de Bongalisián y de Kitangbayrid situadas el oeste de la bahía Norte.

### Decabayotot
Al sur del estrecho de Linapacán se encuentran las islas de Decabayotot, que son las siguientes, de norte a sur:  Decabayotot,  Dicapululán (Dicapuhilan), Binalabar, Coconil, Debogso, Pangalaguán, Dicaputulán, Dimagle (Dimanglet), Inacupán (Inapupan ), Dimancal, Dimangsing, Pangaldaguán (Mangligad), Malabatán  y Ariara (Arigara).

### Nangalao
El barrio de Nangalao, el más oriental del municipio, formado por isla de Nangalao, situada 30 km al este de la Población, y los islotes de Magrating y de Nanga.

### Cabunlaguán
El barrio de Cabunlaguán (Cabunlawan) se sitúa 7 km al suroeste de la isla de Nangalao y 24 km al este de la Población, comprende la isla del mismo nombre.

### Barangonán
Forma el barrio de Barangonán la isla del mismo nombre situada al sur de la de Linapacán, frente al barrio de Nueva Culaylayán y al norte del grupo de islas del barrio de Pical, el más meridional de este municipio.

### Pical
El barrio de Pical es el más meridional del municipio lindando con los de El Nido y de Taytay. Lo forman la isla del mismo nombre y las de Binulbulán, al suroeste, y las de Bagambangán al sureste con los islotes de Maasahán, de Maasahán Chica (Little Maasahan) y de Cone.

### Maroyogroyog
El barrio de Maroyogroyog ocupa la parte norte de la isla de Linapacán, linda con la Bahía Norte de Linapacán y con los barrios de San Miguel al este, de San Nicolás al sur, y de Nueva Culaylayán al oeste.

### Calibangbangán
El barrio de Calibangbangán lo forma la isla del mismo nombre y las de Malubutalubut, situada al norte, de Calibangbangán, y las de  Nanga, de Cagayatán y de Debogso.

## Barrios
El municipio de Linapacan se divide, a los efectos administrativos, en 11 barangayes o barrios, conforme a la siguiente relación:
| - Barangonán (Iloc) - Cabunlaoán (Cabunlawan) | - Calibanbangán (Calibangbangan) - Decabayotot (Decabaitot) | - Maroyogroyog - Nangalao | - Nueva Culaylayán (New Culaylayan) - Pical | - San Miguel (Población) - San Nicolás |

## Historia
Este grupo de islas formaba parte de la provincia española de  Calamianes, una de las de las 35 provincias de la división política del archipiélago Filipino, en la parte llamada de Visayas. Pertenecía a la audiencia territorial  y Capitanía General de Filipinas, y en lo espiritual a la diócesis de Cebú.
Linapacán, junto con los Cuyo, Agutaya y Culión , es uno de los cuatro fuertes de Calamianes,  obra del agustino Juan de San Severo. Fue demolido hacia 1930, quedando solamente la iglesia que estuvo protegida en su interior.
Se conserva su planimetría realizada por Valdés Tamón.
Este municipio fue creado el 12 de junio de 1954 cuando las islas de Linapacán, de Cabunlaoán, de Niangalao, de Decabayotot, de Calibanbangán, de Pical y de Barangonán se separan del municipio de Corón.
El ayuntamiento (Población) se sitúa en el barrio de San Miguel.